# Großsiedlung Siemensstadt

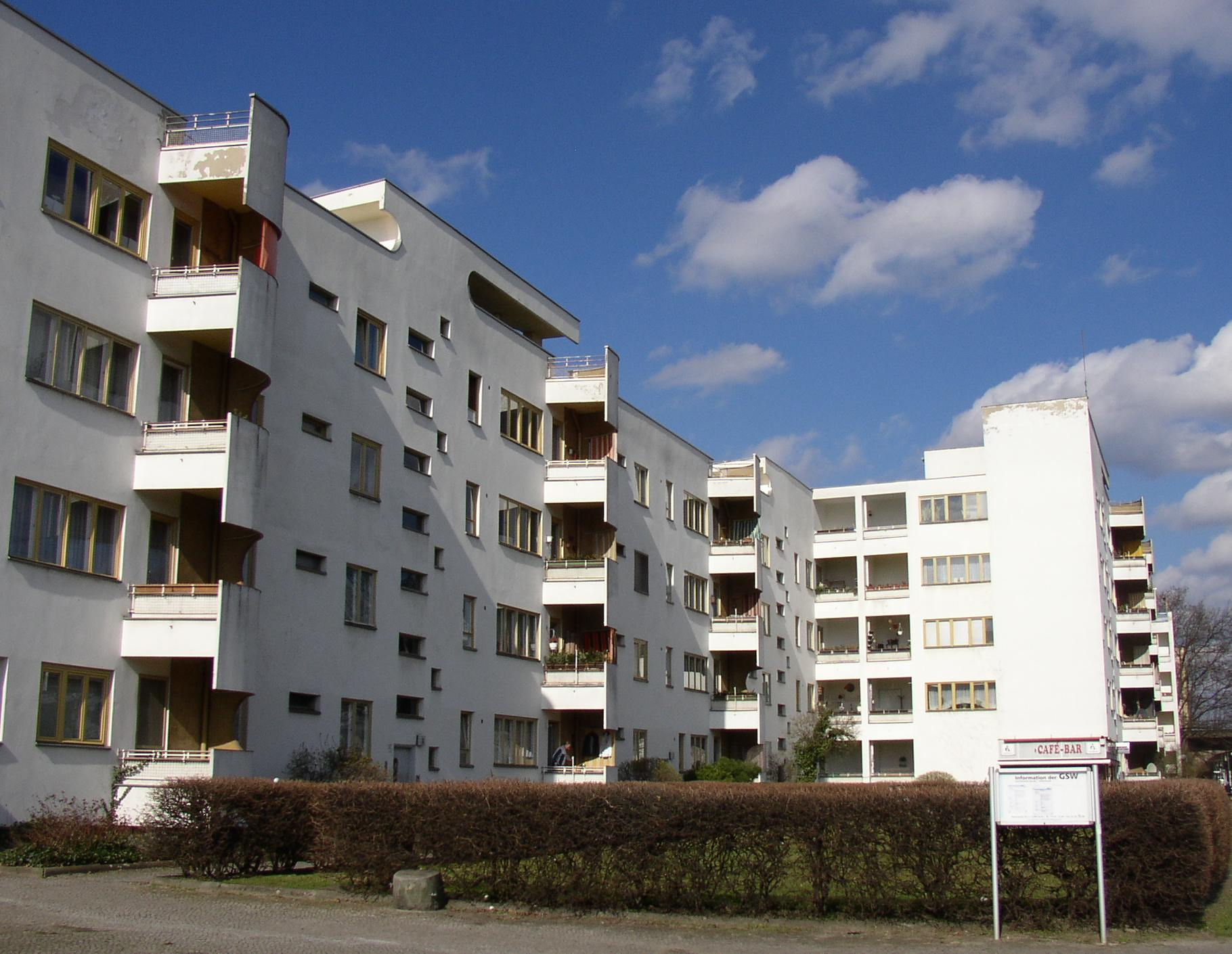
Der im Volksmund als „Panzerkreuzer“ bezeichnete Wohnblock von Hans Scharoun

Die Großsiedlung Siemensstadt (auch: Ringsiedlung Siemensstadt) ist eine Wohnanlage im heutigen Berliner Ortsteil Charlottenburg-Nord. Sie wurde zwischen 1929 und 1931 als östliche Erweiterung der zum Bezirk Spandau gehörenden Siemensstadt gebaut. Sie bot den Arbeitern der benachbarten Siemenswerke eine Wohnmöglichkeit.
Die Gesamtleitung oblag dem Stadtbaurat Martin Wagner, für das städtebauliche Konzept zeichnete Hans Scharoun verantwortlich. An der Planung der im Stil des Neuen Bauens errichteten Blöcke waren mit Walter Gropius, Otto Bartning, Hugo Häring, Fred Forbát und Paul Rudolf Henning weitere bekannte Architekten der Weimarer Republik beteiligt, die Freiflächen gestaltete Leberecht Migge. Da alle Architekten der Architektengemeinschaft Der Ring angehörten, erhielt die Siedlung den Beinamen Ringsiedlung.
Die Großsiedlung Siemensstadt wurde im Juli 2008 als eine von sechs Siedlungen der Berliner Moderne in die UNESCO-Liste des Weltkulturerbes aufgenommen.

## Beschreibung

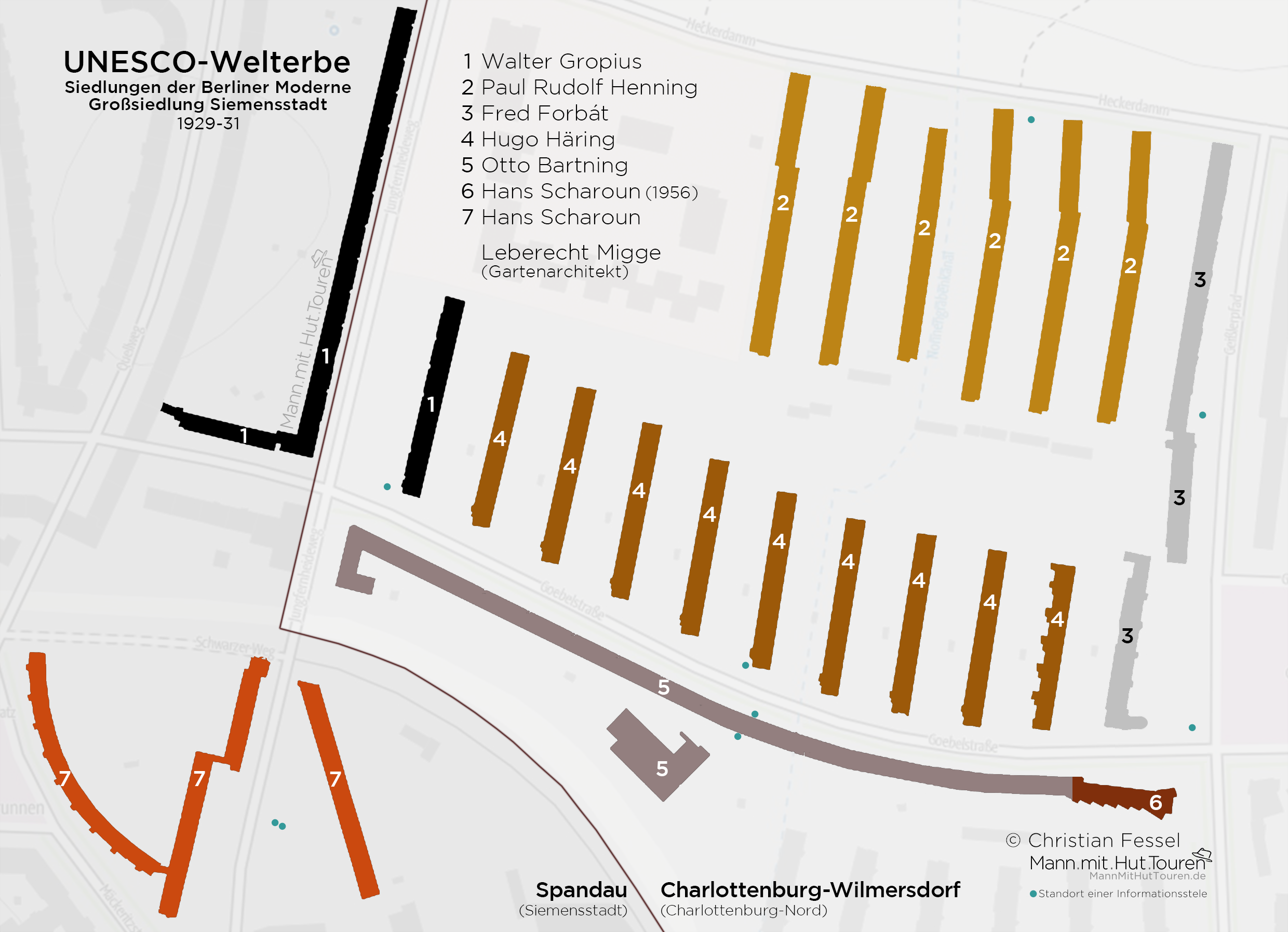
Lageplan des UNESCO-Welterbes Großsiedlung Siemensstadt

Die Wohnanlage wurde im Ortsteil Charlottenburg-Nord rund um den Goebelplatz errichtet. Der westlich des Jungfernheideweges gelegene Teil der Wohnanlage gehört zum Bezirk Spandau.
Scharoun verwirklichte hier – den progressiven Ideen des Wohnungsbaus der 1920er Jahre folgend – das Konzept einer aufgelockerten, von Freiräumen und Grünstreifen umgebenen Wohnstadt, das wegweisend war für den Wohnungsbau der Zeit nach dem Ersten Weltkrieg.
Die drei- bis viergeschossigen Wohnzeilen, die parallel in Nord-Süd-Richtung angeordnet sind, folgen einer strengen städtebaulichen Figur, innerhalb der die beteiligten Architekten mit unterschiedlicher Formensprache ein vielgestaltiges Siedlungsbild schufen. Markant für die Siedlung ist ein von Scharoun entworfener, an Schiffsarchitektur erinnernder Bauteil, der „Panzerkreuzer“ genannt wird.
Die Straßen und Plätze der Siedlung wurden nach Technikern, Erfindern und Physikern benannt, in deren Leistungen man Wurzeln des Erfolges der Siemens AG sah.

## Besondere Angebote
In der gesamten Siedlung verteilt stehen Informationssäulen, die komprimierte erste Informationen zum jeweiligen Architekten und dessen Bauten geben.
Am südlichen Ende des Bauteils von Fred Forbát, an der Goebelstraße 2, befindet sich die „Infostation Siemensstadt“ im 2011 denkmalgerecht sanierten Ladenbau. Hier liegt detaillierteres Informationsmaterial zu allen Siedlungen der Berliner Moderne bereit. Eigentümer ist die Deutsche Wohnen, derzeitiger Mieter ist TICKET B – Architektur erleben, ein Architekturbüro, das sich auf Baukulturvermittlung spezialisiert hat und Führungen zu Architektur und Städtebau durch die UNESCO-Welterbe-Siedlung anbietet.

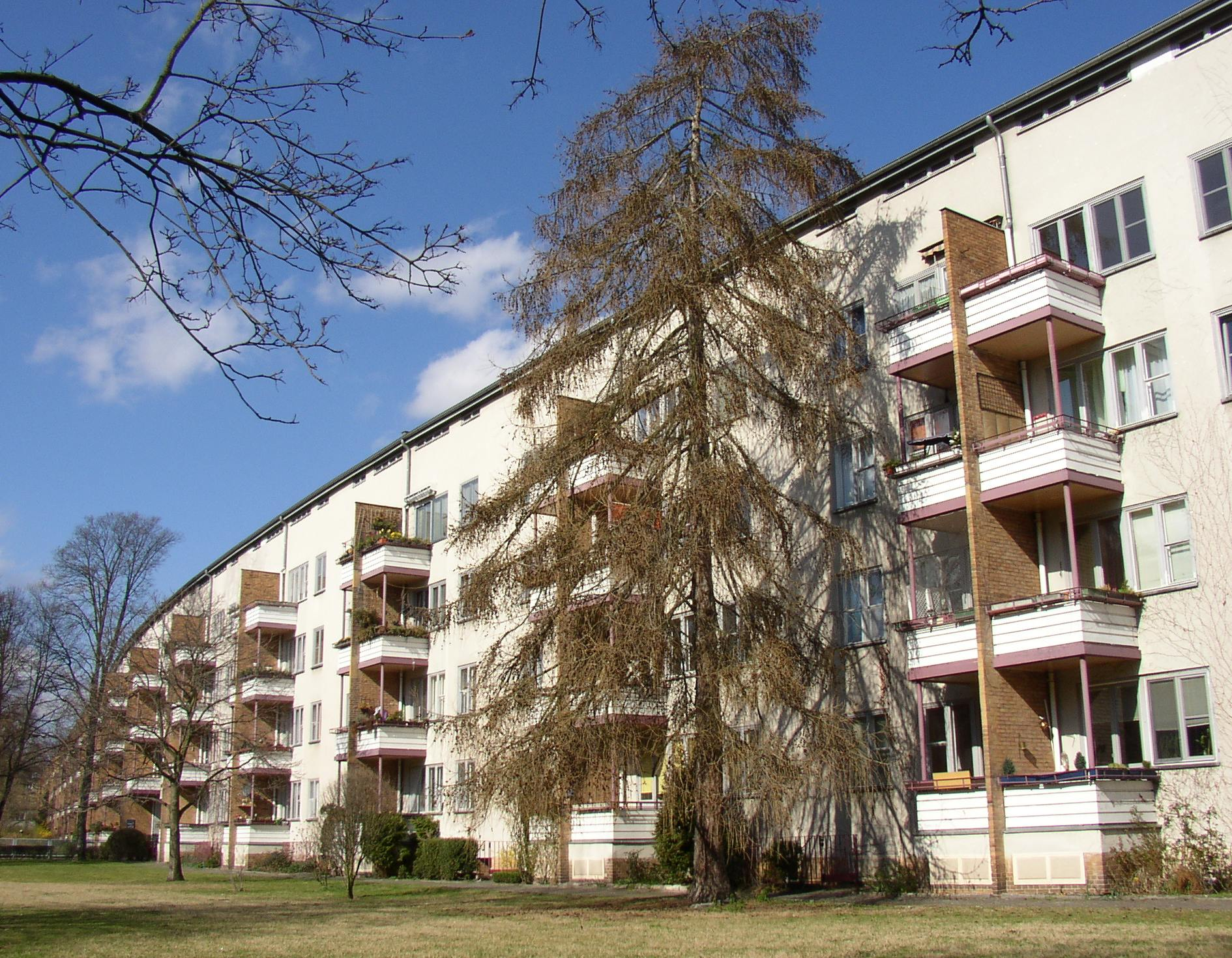
„Langer Jammer“ von Otto Bartning
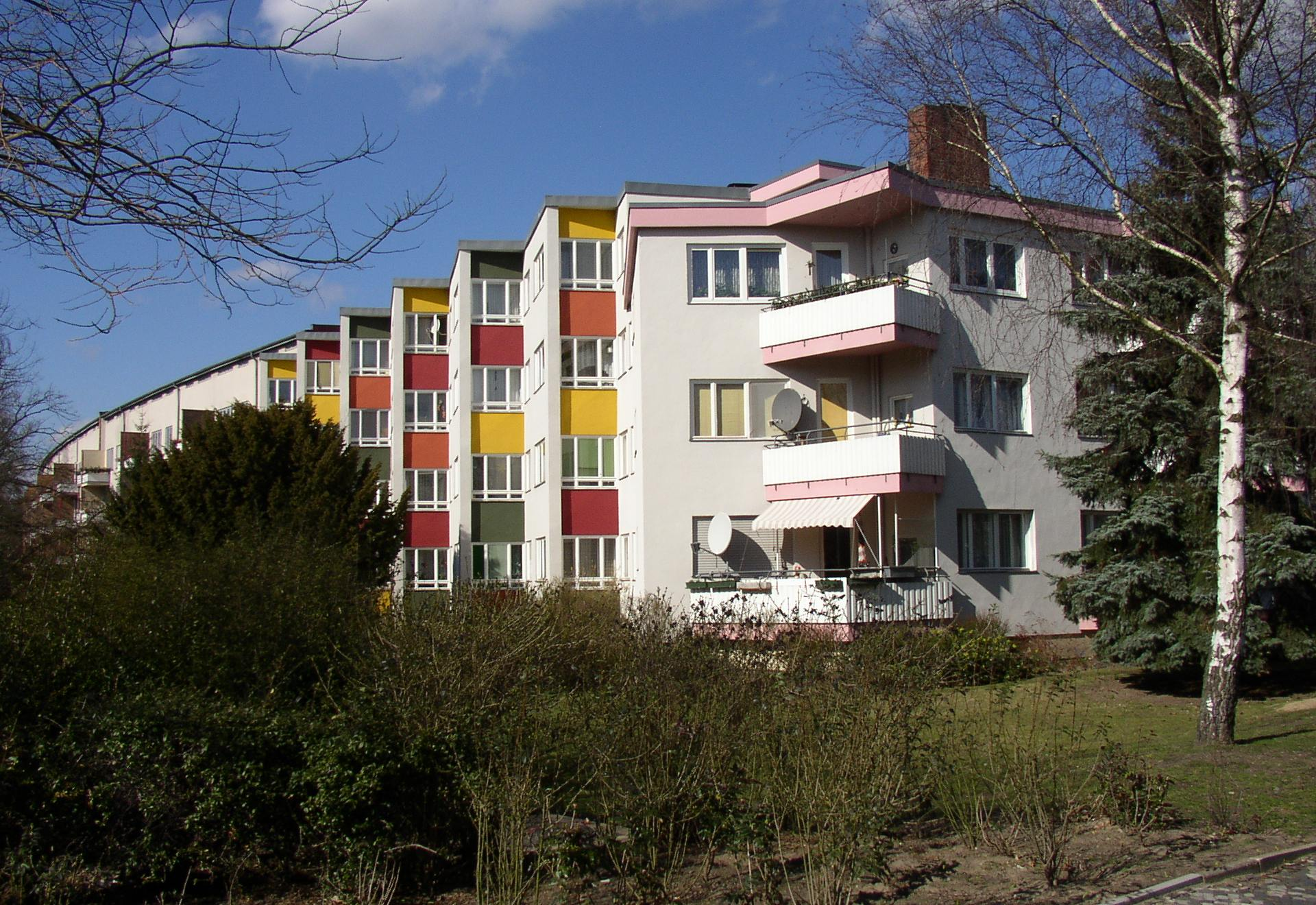
Ostabschluss (errichtet 1956) von Hans Scharoun
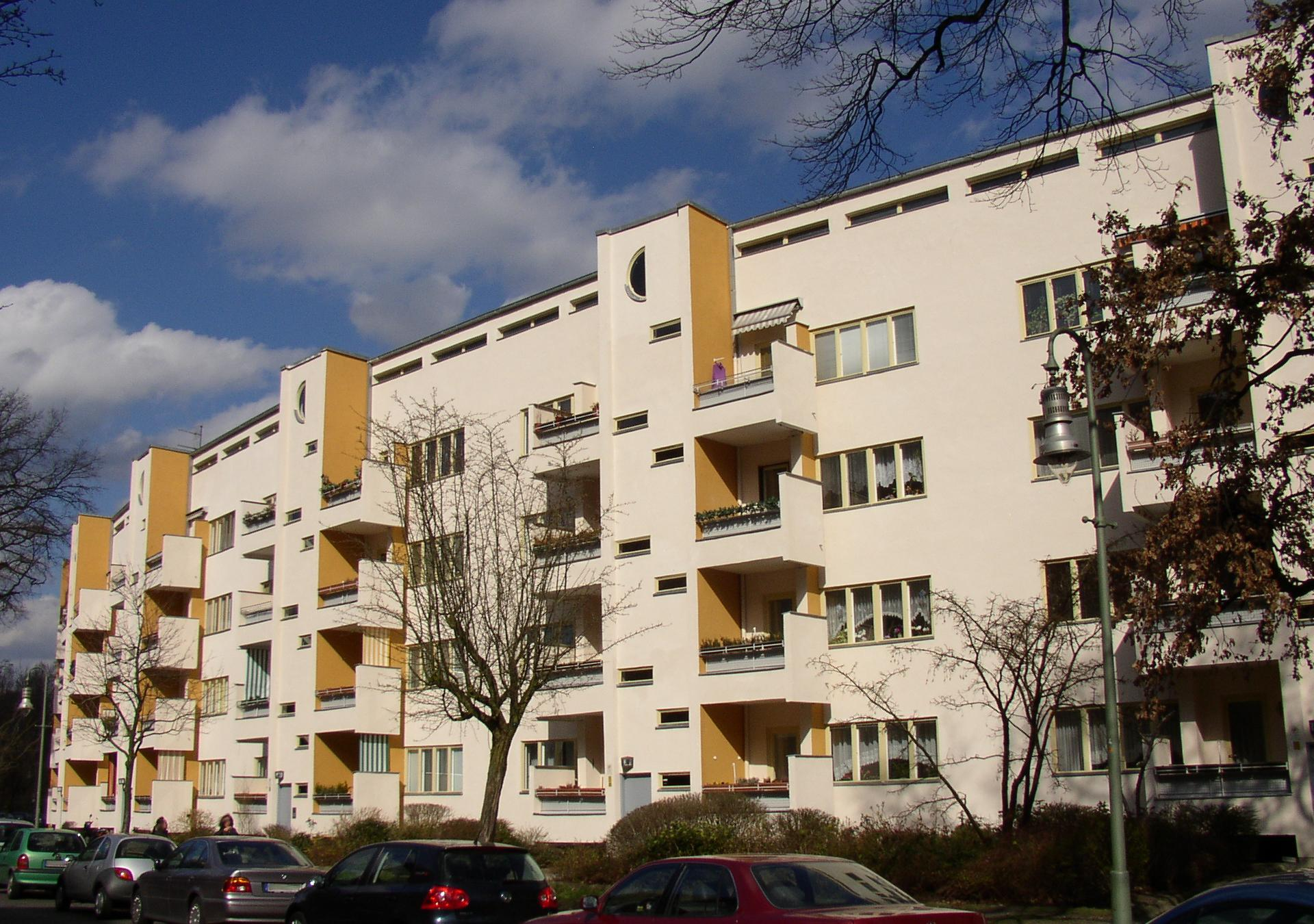
In der Mäckeritzstraße von Hans Scharoun
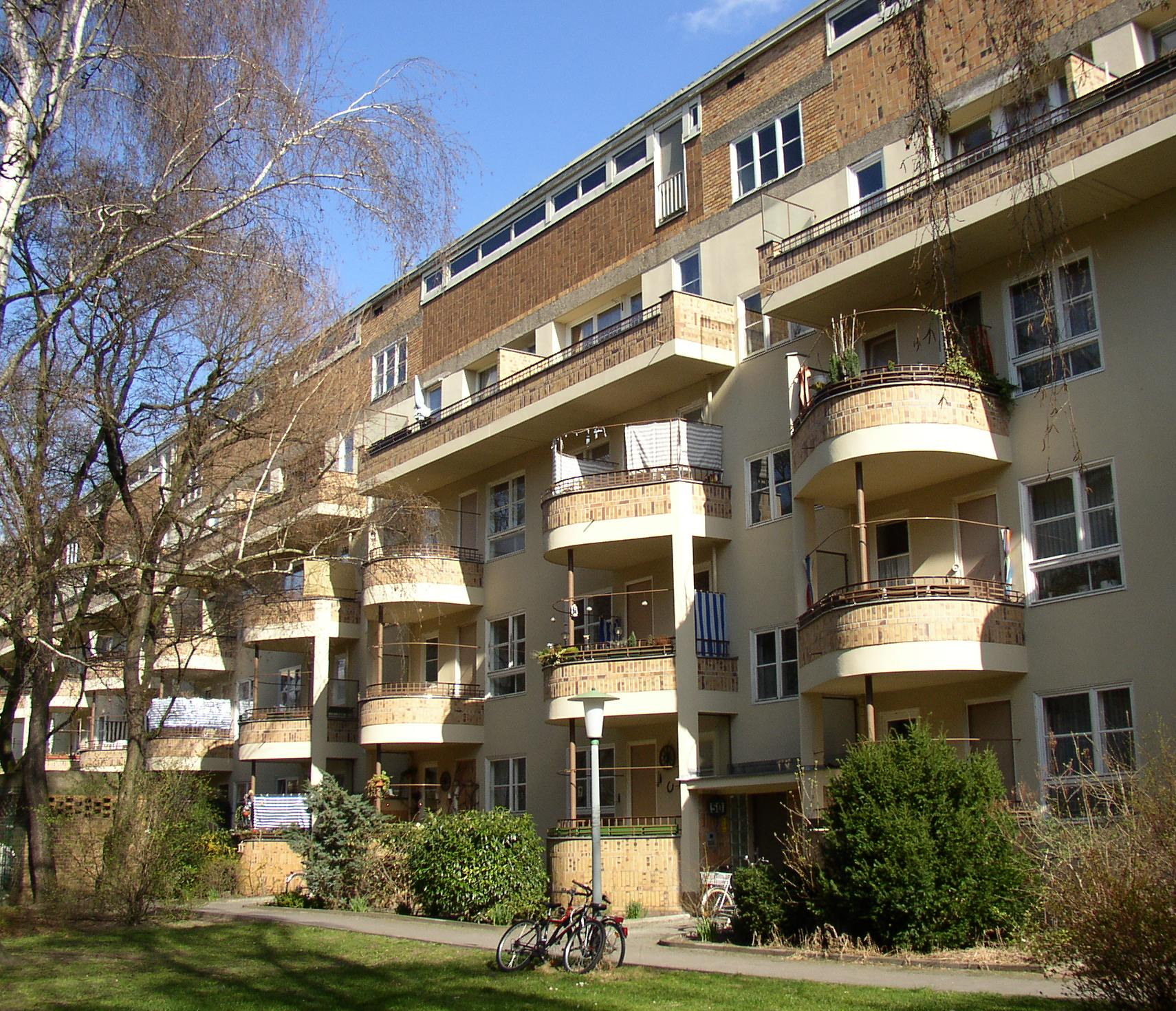
In der Goebelstraße von Hugo Häring